# Hypolochma sericea
Hypolochma sericea är en fjärilsart som beskrevs av Felder 1861. Hypolochma sericea ingår i släktet Hypolochma och familjen trågspinnare. Inga underarter finns listade i Catalogue of Life.